# Lophontosia cuculus
Lophontosia cuculus är en fjärilsart som beskrevs av Otto Staudinger 1887. Lophontosia cuculus ingår i släktet Lophontosia och familjen tandspinnare. Inga underarter finns listade i Catalogue of Life.